# Pithapuram
Pitapuram là một thành phố và khu đô thị của huyện East Godavari thuộc bang Andhra Pradesh, Ấn Độ.

## Nhân khẩu
Theo điều tra dân số năm 2001 của Ấn Độ, Pitapuram có dân số 50.301 người. Phái nam chiếm 49% tổng số dân và phái nữ chiếm 51%. Pitapuram có tỷ lệ 61% biết đọc biết viết, cao hơn tỷ lệ trung bình toàn quốc là 59,5%: tỷ lệ cho phái nam là 66%, và tỷ lệ cho phái nữ là 57%. Tại Pitapuram, 11% dân số nhỏ hơn 6 tuổi.